# Phycomycetaceae
Phycomycetaceae es una familia de hongos de la división Mucoromycota perteneciente al orden Mucorales. Las especies de esta familia son mohos que están muy extendidos, pero son más comunes en áreas templadas. La familia fue circunscrita en 1982 por J. Arx.
Los miembros de esta familia no tienen ramificados grandes esporangioforos y zigosporas con pinzas en espiral como suspensores que llevan apéndices ramificados. Algunos miembros de la familia son parásitos de otros hongos como los del género Spinellus que se destacan por parasitar a las setas. Mientras que las del género Phycomyces son conocidas por su fuerte respuesta al fototropismo.

## Géneros y especies

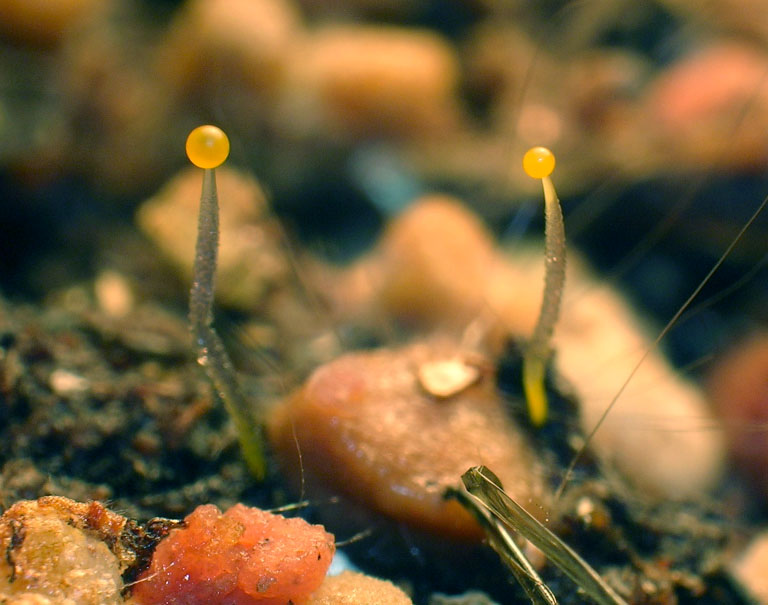
Phycomyces.

Contiene los siguientes géneros y especies:
- Phycomyces
  - Phycomyces blakesleeanus
  - Phycomyces nitens
- Spinellus
  - Spinellus chalybeus
  - Spinellus fusiger
  - Spinellus sphaerosporus